# Cerco de Santo Agostinho
O cerco de Santo Agostinho ocorreu na Guerra da Rainha Ana durante novembro e dezembro de 1702. Foi conduzido por colonos ingleses da Província da Carolina e seus aliados indígenas, sob o comando do governador da Carolina James Moore, contra a fortaleza colonial espanhola de Castillo de San Marcos em St. Augustine, na Flórida espanhola.
Depois de destruir as comunidades costeiras espanholas ao norte de St. Augustine, as forças de Moore chegaram a St. Augustine em 10 de novembro e imediatamente iniciaram as operações de cerco. O governador espanhol, José de Zúñiga y la Cerda, foi avisado com antecedência de sua chegada e retirou civis e suprimentos de comida para a fortaleza, além de enviar mensageiros às comunidades espanholas e francesas próximas para socorro.
Os canhões ingleses causaram poucos danos às muralhas da fortaleza, o que levou o governador Moore a enviar um apelo à Jamaica por canhões maiores. Os pedidos de socorro espanhóis foram bem-sucedidos; uma frota enviada de Havana, Cuba desembarcou tropas nas proximidades em 29 de dezembro. Moore suspendeu o cerco no dia seguinte e foi forçado a queimar muitos de seus barcos antes de recuar para Charleston em desgraça.